# Sogo (warenhuis)

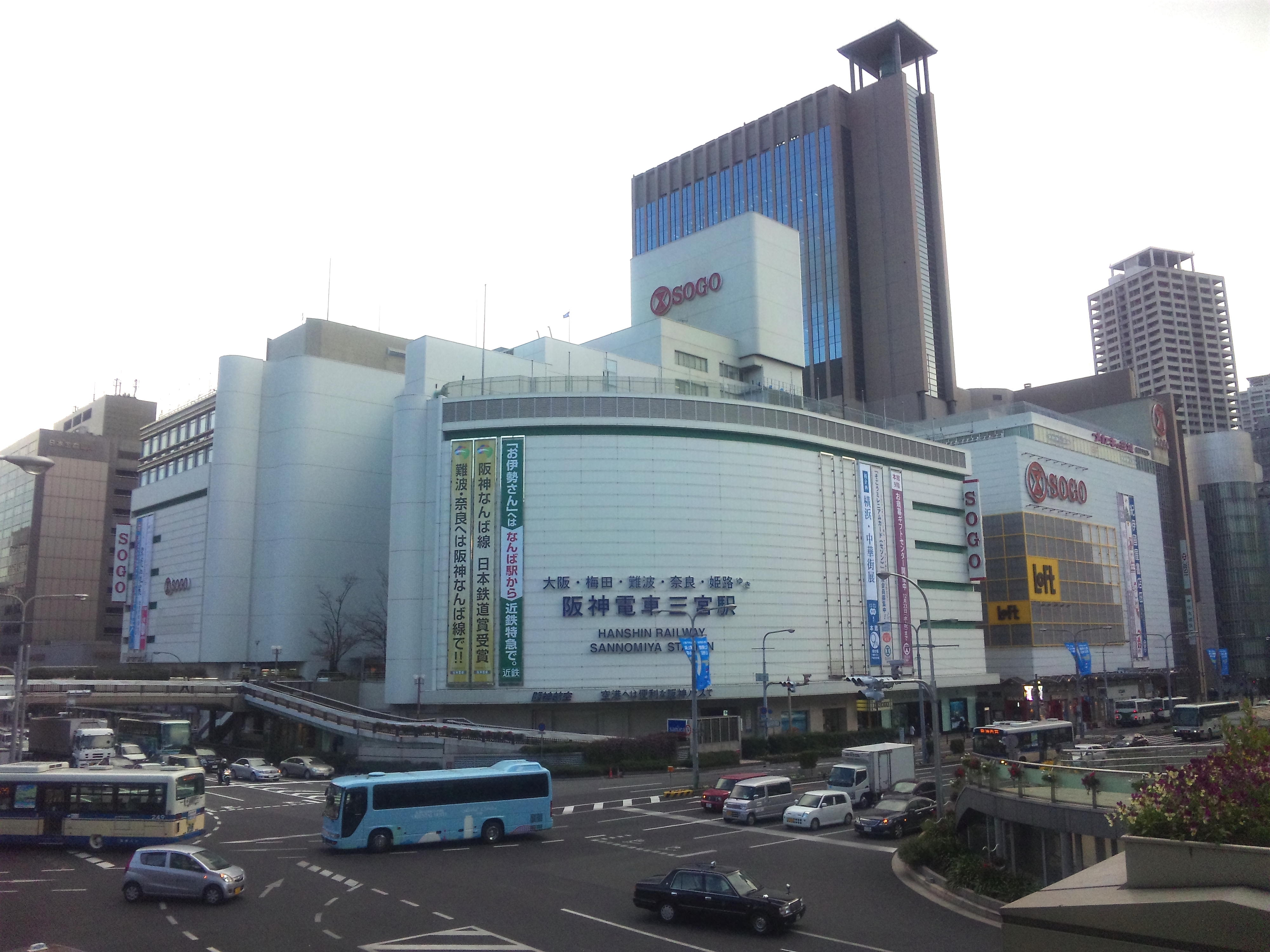
Sogo Kobe Department Store

Sogo Co., Ltd. (Japans: 株式会社そごう, Kabushiki Kaisha Sogō) is een warenhuisketen met een uitgebreid filialennetwerk in Japan. De onderneming exploiteerde ooit winkels in Phnom Penh in Cambodja, Beijing in China, Causeway Bay in Hong Kong, Taipei in Taiwan, Jakarta, Medan, Bali, Bandung, Tangerang, Samarinda en Surabaya in Indonesia, Kuala Lumpur in Malaysia, Singapore (geopend in 1986 en gesloten in 1990), Bangkok in Thailand, London in het Verenigd Koninkrijk. De meeste van deze internationale vestigingen opereren nu als onafhankelijke franchisefilialen.

## Historie

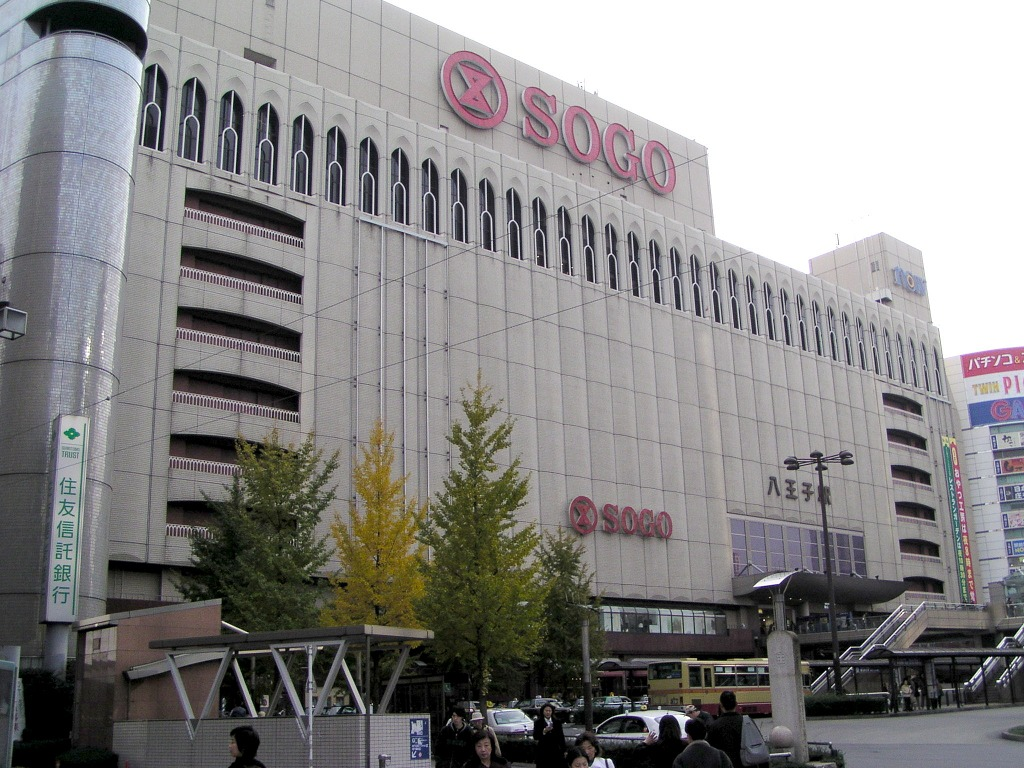
Sogo Hachioji Warenhuis in Hachiōji, Tokyo

Sogo werd opgericht in 1830 in Osaka door Ihei Sogo als verkooppunt voor gebruikte kimono's.
In juli 2000 kampte de onderneming met financiële problemen als gevolg van de oneindige vastgoedinvesteringen van de voormalige bestuursvoorzitter Hiroo Mizushima, en het ineenstorten van de Japanse vastgoedprijzen vanaf midden jaren '80. De groep ging gebukt onder een schudenlast van 17 miljard Amerikaanse dollar, welke voornamelijk uitstonden bij de Industrial Bank of Japan.
Sogo vroeg uitstel van betaling aan bij de Osaka District Court op basis van de Civil Rehabilitation Law op 12 juli 2000. De onderneming moest stoppen met onrendabele onderdelen en moest onderdelen verkopen, zoals diverse winkels in Japan (waaronder Kokura en Kurosaki) en enkele overzeese winkels, waaronder de winkels in Singapore, Kuala Lumpur, Hong Kong en Taipei.
De overige overzeese filialen overleefden als onafhankelijke franchisefilialen, waardoor het Japanse bedrijf zijn kapitaalspositie verbeterde.

## Japan
Het Japanse Sogo is nu een dochteronderneming van Sogo & Seibu (dat voorheen Millennium Retailing genaamd was).
In Japan zijn er nog 4 filialen die opereren onder de naam Sogo. Deze zijn gevestigd in Yokohama, Chiba, Kobe en Hiroshima. In 2016 werd het in 1973 geopende warenhuis in Kashiwa gesloten, nadat de omzet fors gedaald was van 59 miljard Yen in topjaar 1991 naar 11,5 miljard Yen in 2015.

## China

### Beijing
In juli 1995 sloot de vastgoedontwikkelaar Junefield een overeenkomst met Sogo om een warenhuis in Beijing onder de naam Junefield Sogo te openen, hetgeen in 1998 leidde tot de opening van de grootste en meest prestigieuze warenhuizen van de stad Beijing. In 2002 werd het Wuhan Junefield Sogo warenhuis geopend.
Sogo heeft twee hoofdfilialen in Beijing. De winkel in het zuidelijk deel van Beijing is een van de grootste en meest prestigieuze warenhuizen van de stad.

### Shanghai
In 2004 werd in Shanghai het warenhuis Jiuguang Department Store geopend als een joint venture van Lifestyle International Holdings uit Hong Kong, de eiganaar van Sogo Hong Kong en het staatsbedrijf Joinbuy Group uit Shanghai. Het warenhuis is gevestigd in het modieuze Jing'an District aangrenzend aan Jing'an Temple, aan West Nanjing Road. De winkel is vergelijkbaar met het filiaal van Sogo in Hong Kong inclusief de luxe supermarkt Freshmart en Beaute @ Jiuguang (in plaats van Beaute @ Sogo).
De winkel voert een aantal exclusieve merken, waarvan een aantal voor het eerst in China werden geïntroduceerd zoals Thomas Pink, Jean Paul Gaultier en Vivienne Westwood.

### Overige filialen
In 2002 werd Sogo China overgenomen door de in Taiwan gevestigde Far Eastern Retail Group, waartoe ook Pacific Sogo behoort. Sogo China heeft meer dan 10 filialen.

## Hong Kong

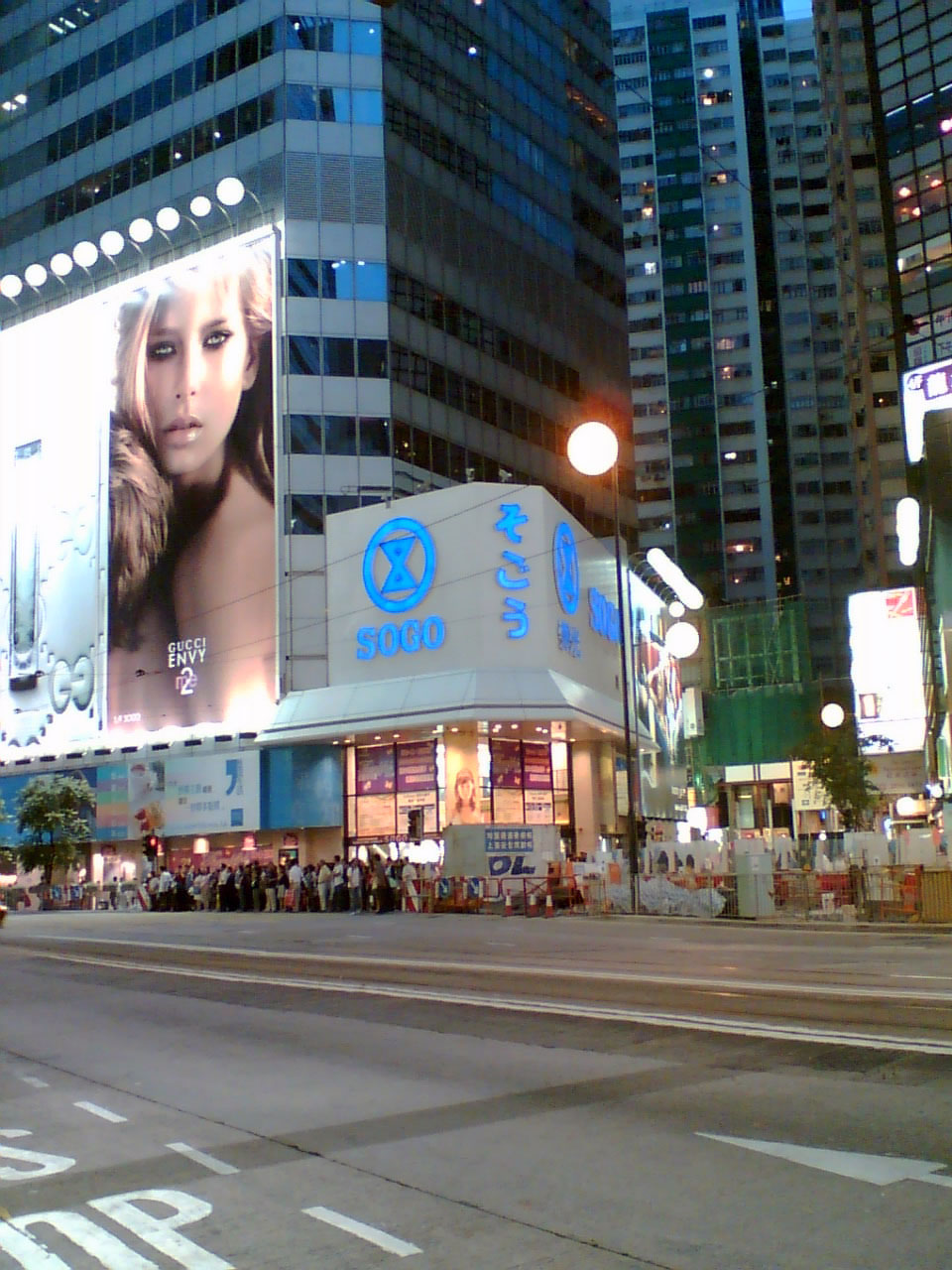
Sogo's warenhuis in Causeway Bay, Hong Kong.

Het Causeway Bay filiaal in Hong Kong Island, sinds 1993 ook bekend onder de naam "Jumbo Sogo" werd geopend in 1980 en heeft een oppervlakte van ruim 37.000 m². In september 2005 werd een filiaal geopend in Tsim Sha Tsui. Dit filiaal werd gesloten in 2014, nadat de verhuurder de huur had beëindigd. In november 2014 werd een nieuwe winkel in Tsm Sha Tsui geopend. Er zijn plannen om een nieuw filiaal te openen in Kowloon. Hiervoor is een stuk grond aangekocht waar het warenhuis met winkelcentrum worden ontwikkeld.
Sinds 2001 maakt Sogo in Hong Kong onderdeel uit van Lifestyle International Holdings Limited. Deze holding van SOGO is sinds 15 april 2004 genoteerd aan de beurs in Hong Kong.

## Taiwan
In Taiwan zijn er in 2016 acht filialen van het warenhuis, die opereren onder de naam Pacific Sogo. Deze winkels zijn sinds 2002 een onderdeel van de Far Eastern Group. De oudste is gevestigd in het Zhongxiao Fuxing Station in Taipei.
In 2006 raakte Pacific Sogo verwikkeld in een corruptieschandaal met steekpenningen waarbij de familie van de voormalige president van Taiwan, Chen Shui-Bian, betrokken was. In oktober 2006 werd Wu Shu-chen (de vrouw van de voormalige president) door het hof vrijgesproken van de beschuldiging van het aannemen van steekpenningen van Pacific Sogo in ruil voor haar invloed.

## Indonesië
De 15 warenhuizen van Sogo in Indonesië worden geëxploiteerd door PT. Panen Lestari Internusa. Alle filialen zijn gevestigd in luxe winkelcentra: Plaza Senayan, Pondok Indah Mall 2, Mal Kelapa Gading 3, Emporium Pluit Mall, Central Park, Kota Kasablanka, and Lippo Mall Puri in Jakarta; Plaza Tunjungan en Mall Galaxy Extension in Surabaya; Bali Collection en Discovery Shopping Mall in Bali; Mall @ Alam Sutera in Tangerang ;Sun Plaza in Medan; Big Mall Samarinda in Samarinda; en Paris van Java in Bandung.
De meeste winkels hebben ook vestigingen van Planet Sports, Kidz Station en alle winkels in Jakarta hebben een vestiging van Chaterbox Cafe. Books Kinokuniya is gevestigd op de bovenste verdieping van de Sogo vlaggenschipwinkel in Plaza Senayan.
De eerste Sogo-winkel in Indonesië werd geopend in 1990 in het Plaza Indonesia. Deze winkel werd gesloten in februari 2006 vanwege de renovatie van het Plaza Indonesia. De Sogo-supermarkt bleef echter geopend en werd later hernoemd naar The Food Hall Gourmet. De Sogo-vlaggenschipwinkel en de kantoren werden verplaatst naar Plaza Senayan, en is met zes verdiepingen de grootste winkel.

## Maleisië
SOGO, Kuala Lumpur (bekend onder de naam KL SOGO is een groot warenhuis in Maleisië. Het is gevestigd op de locatie van het voormalige Suleiman Courts appartementencomplex aan de Jalan Tuanku Abdul Rahman, een van de hoofdwinkelstraten van Kuala Lumpur. KL SOGO werd geopend op 18 januari 1994.

## Singapore
De vlaggenschipwinkel was sinds 1986 gevestigd in een van de drukste winkelcentra van Singapore, Raffles City. Ook waren er filialen in de winkelcentra Tampines en Paragon. In 2000 werd dit filiaal gesloten als gevolg van het bankroet van Sogo Japan. De winkelruimte wordt sindsdien gehuurd door Robinsons.

## Afbeeldingen

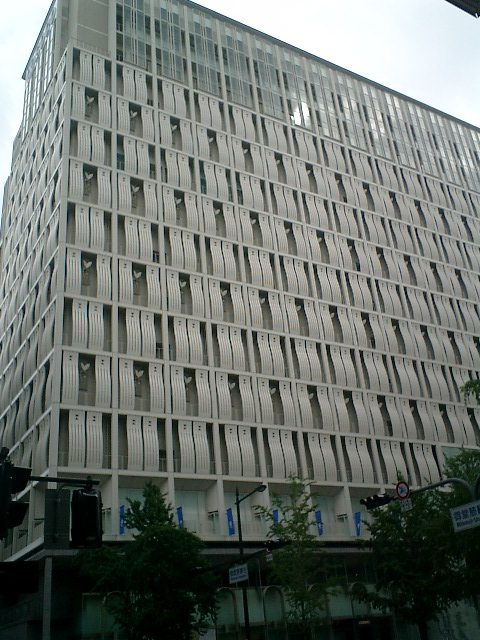
SOGO-Shinsaibashi 1, Osaka, now Daimaru
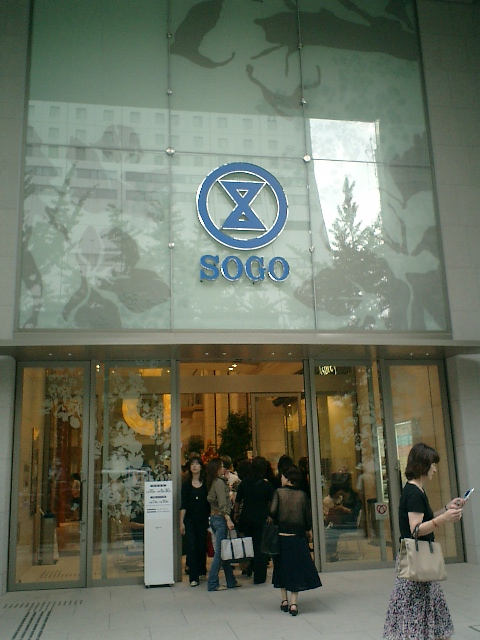
SOGO-Shinsaibashi 2, Osaka, now Daimaru
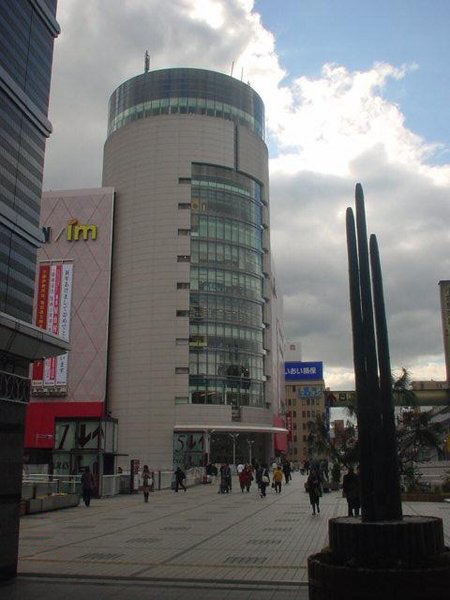
The former Sogo in Kokura, now Isetan
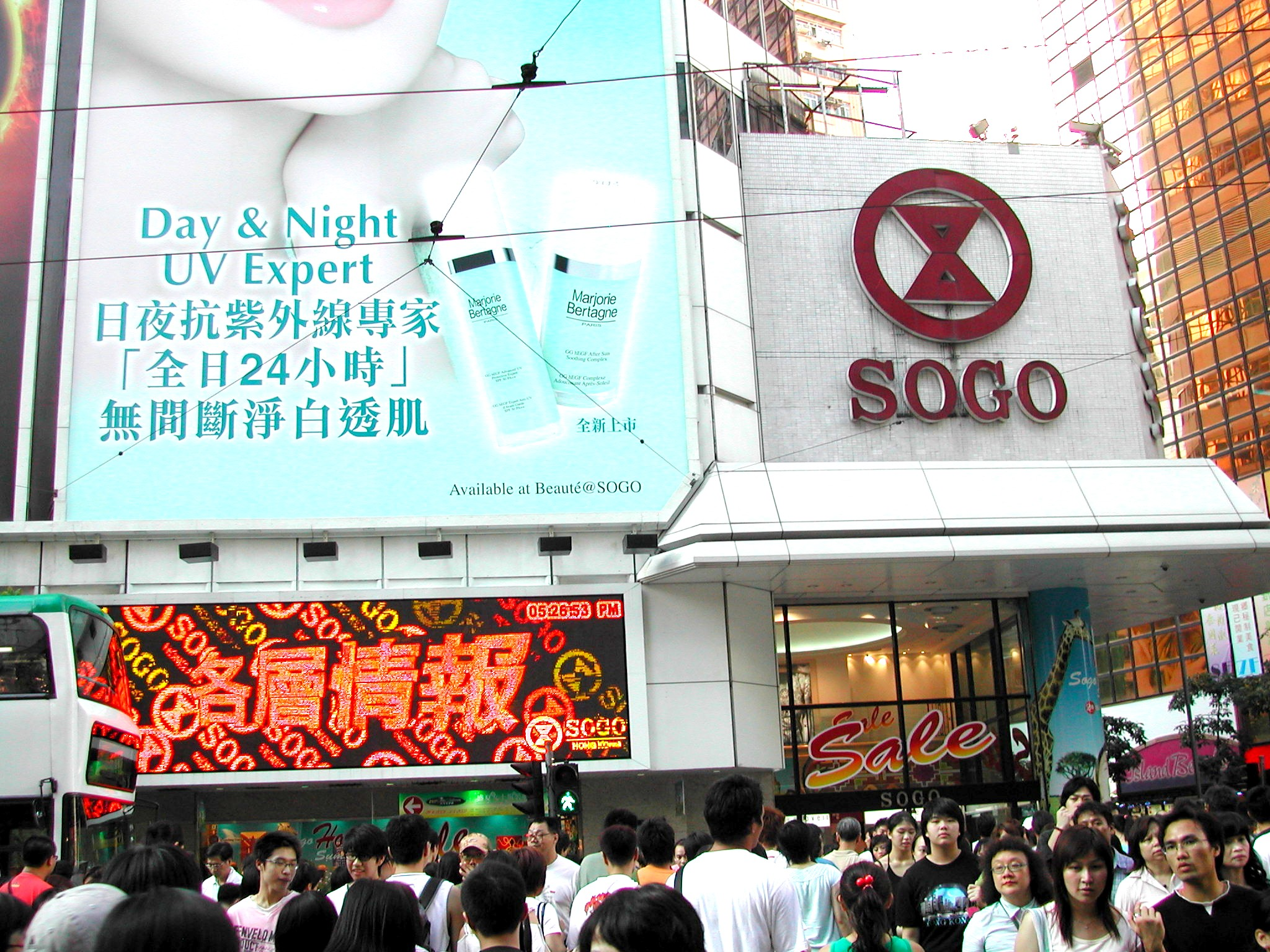
SOGO-Causeway Bay, Hong Kong
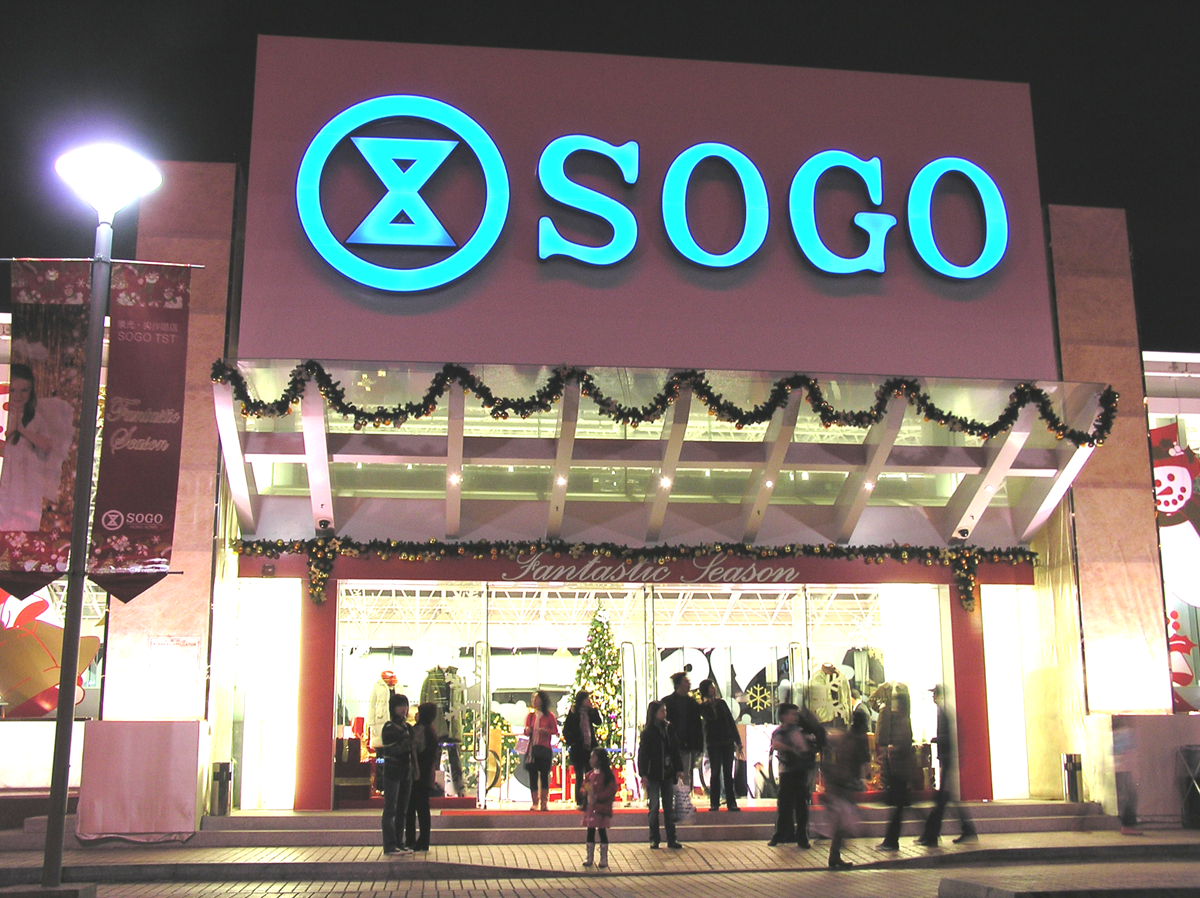
SOGO-Tsim Sha Tsui, Hong Kong
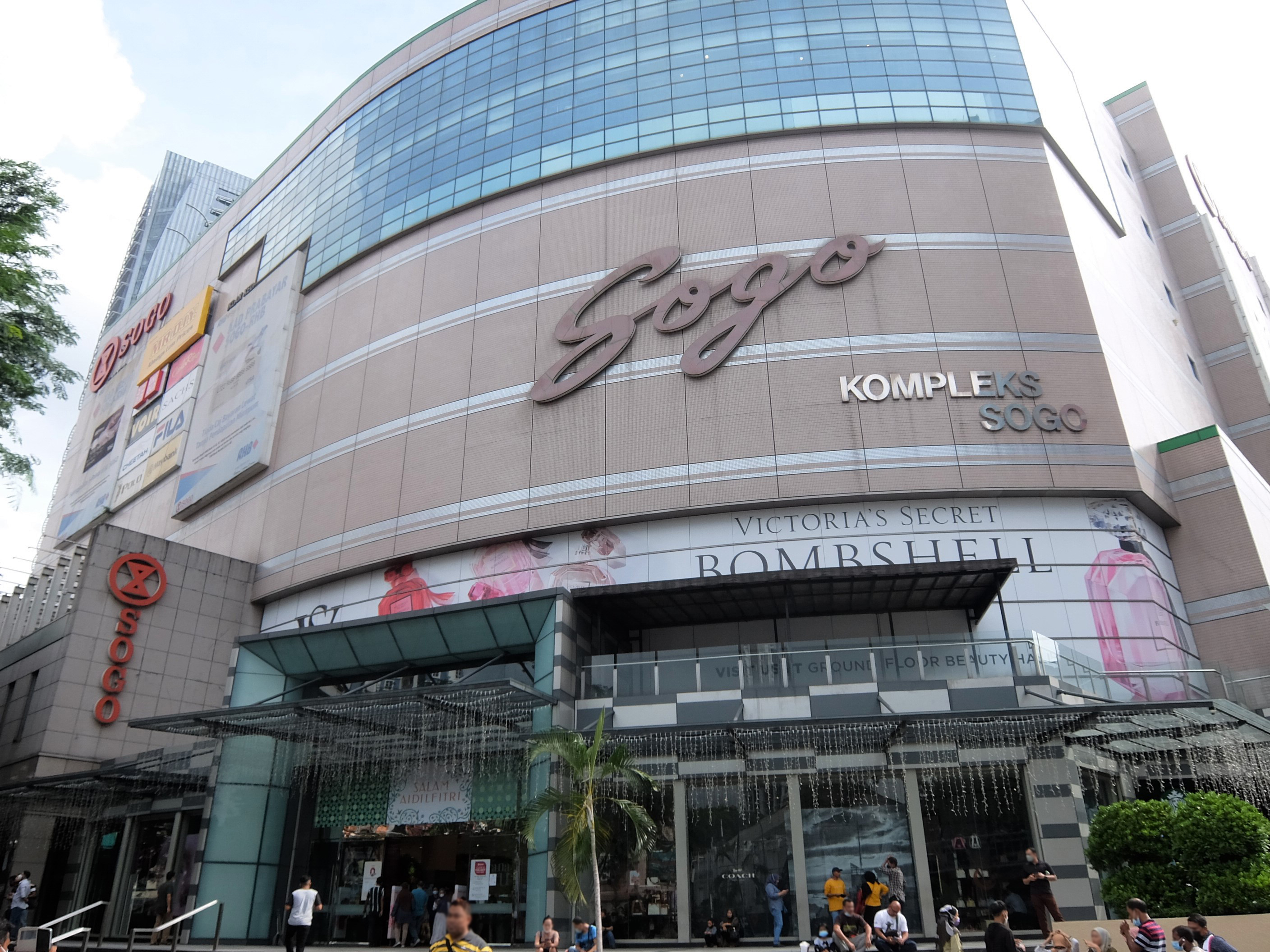
SOGO Kuala Lumpur